# پل رودخانه کوای
پل رودخانه کوای (به انگلیسی: The Bridge on the River Kwai) نام یک فیلم بریتانیایی به کارگردانی دیوید لین است.
این فیلم که داستانی در ارتباط با جنگ جهانی دوم دارد، در سال ۱۹۵۷ بر پایهٔ رمان پلی بر روی رودخانه کوای اثر پیر بول ساخته شده است. این فیلم برنده جایزه اسکار بهترین فیلم در سال ۱۹۵۷ شد. هنرپیشگان برجسته‌ای همچون ویلیام هولدن، الک گینس و جک هاوکینز در این فیلم بازی کرده‌اند.
پل رودخانه کوای اثری داستانی است، اما در بخشی از آن، تصاویری از احداث راه‌آهن برمه در سال‌های ۱۹۴۲–۴۳ به‌کار گرفته شده‌است.
در سال ۱۹۹۷ این فیلم به عنوان اثری فرهنگی، تاریخی، یا دارای اهمیت هنری شناخته شد و برای ثبت و نگهداری در دفتر فهرست فیلم ملی کتابخانه ملی کنگره آمریکا برگزیده شد.

## داستان فیلم
کلنل نیکلسون (با بازی الک گینس) و سربازانش (از ارتش انگلستان) در سنگاپور به دست نیروهای ژاپنی اسیر شده و به منطقه ای در تایلند برای ساختن یک پل بر رودخانه کوای فرستاده می شوند.
شیرز (با بازی ویلیام هولدن) به عنوان تنها افسر آمریکایی اسارتگاه قصد ندارد با نیروهای انگلیسی اسیر در ساختن پل همراه شود. او برای فرار تلاش می کند، اما کلنل نیکلسون تصمیم می گیرد تا در برابر رفتارهای غیر نظامی کلنل سایتو (با بازی سیسو هایاکاوا) فرمانده ژاپنی اردوگاه، مقاومت کند تا او را مجبور به رعایت قوانین بین‌المللی نماید.
میکلسون و افسران انگلیسی تمام سختی ها و شکنجه ها را به جان می خرند تا سرانجام کلنل سایتو از نظر خود برگردد و برای آن ها احترام قائل شود. با فرار شیرز ماجرا وارد فاز جدیدی می شود و تازه ماجراهای مربوط به ساخت پل آغاز می شود… 

## جایزه‌ها
جوایز اسکار
برنده هفت اسکار:
- بهترین فیلم - سم اسپیگل
- بهترین کارگردان - دیوید لین
- بهترین بازیگر نقش اول مرد - الک گینس
- بهترین فیلمنامه - مایکل ویلسون، کارل فورمن، پیر بول
- بهترین موسیقی درام یا کمدی - مالکوم آرنولد
- بهترین تدوین - پیتر تیلور
- بهترین فیلمبرداری - جک هیلدایرد

نامزد:
- بهترین بازیگر نقش مکمل مرد - سه‌سوئه هایاکاوا

## جوایز بفتا
برنده سه جایزه بفتا:
- بهترین فیلم بریتانیایی - دیوید لین، سم اسپیگل
- بهترین فیلم - دیوید لین، سم اسپیگل
- بهترین بازیگر مرد بریتانیایی - الک گینس

## جوایز گلدن گلوب
برنده سه جایزه گلدن گلوب:
- بهترین فیلم درام - دیوید لین، سام اشپیگل
- بهترین کارگردان - دیوید لین
- بهترین بازیگر مرد فیلم درام - الک گینس

نامزد:
- بهترین بازیگر نقش مکمل مرد - سه‌سوئه هایاکاوا

## جایزه‌های دیگر
- جوایز انجمن منتقدان فیلم نیویورک - برای بهترین فیلم
- جایزه انجمن کارگردانان آمریکا - برای دستاورد کارگردانی (دیوید لین و دستیاران)
- جوایز انجمن منتقدان فیلم نیویورک - بهترین کارگردان (دیوید لین)
- جوایز انجمن منتقدان فیلم نیویورک - بهترین بازیگر نقش اول مرد (الک گینس)